# Primera B Nacional 2023
La Primera Nacional "Campeones del Mundo" 2023 è stata la 39ª edizione del campionato argentino di calcio di seconda divisione. Il torneo, che ha preso avvio il 3 febbraio 2023 e si è concluso il 2 dicembre 2023, ha visto la partecipazione di 37 squadre.
A questa edizione del torneo hanno partecipato anche le due squadre retrocesse dalla Primera División nella stagione precedente, ovvero l'Aldosivi (che è tornato in Primera B Nacional dopo la sua ultima partecipazione nella stagione 2017-2018) e il Patronato (ritornato nella serie cadetta argentina dopo la stagione 2015), insieme alle due squadre promosse dal terzo livello del calcio argentino, ovvero la vincente del campionato di Primera B 2022, il Defensores Unidos (alla sua prima partecipazione in Primera B Nacional) e il Racing de Córdoba (che è ritornato in Primera B dopo avervi militato per l'ultima volta nella stagione 2004-2005).
Il campionato è stato vinto dall'Independiente Rivadavia, che battendo in finale l'Almirante Brown ha ottenuto anche la promozione in Primera División per la prima volta nella sua storia. Insieme all'Independiente Rivadavia, ha ottenuto la promozione nel massimo livello calcistico argentino anche il Deportivo Riestra, vincitore del Torneo reducido. Ad essere retrocesse nel loro rispettivo ramo di appartenenza sono state due squadre, il Flandria e il Villa Dálmine.

## Formato

### Campionato
Le 37 squadre partecipanti sono state divise in due gruppi (zonas) di 19 e 18 squadre. Ogni squadra ha disputato un girone di andata e ritorno affrontando ogni squadra del proprio gruppo di appartenenza.
Ad ottenere la promozione sono state 2 squadre. Le prime due squadre classificate dei due gruppi hanno disputato una finale, in gara unica e in campo neutro, per determinare la squadra vincitrice del campionato che ha acquisito il diritto alla promozione in Primera División per la stagione successiva. La seconda squadra promossa nella categoria superiore è stata invece determinata con la disputa di un torneo reducido ad eliminazione diretta a cui hanno preso parte 16 squadre, ovvero la squadra uscita sconfitta dalla finale del campionato e le migliori 8 squadre di ogni gruppo (ad esclusione, naturalmente, delle prime due).
A perdere la categoria sono state 2 squadre, ovvero le ultime due squadre nella classifica di ogni zona, che retrocederanno direttamente nella categoria inferiore (determinata a seconda della loro affiliazione diretta o meno alla AFA). Inizialmente era prevista una terza squadra retrocessa, determinata da uno spareggio disputato tra le due penultime squadre di ogni zona. Tuttavia, tale terza retrocessione è stata eliminata durante lo svolgimento del campionato.

### Qualifica alla Coppa Argentina 2024
A qualificarsi alla Copa Argentina 2024 sono state le prime 7 squadre classificate di ogni girone, oltre alla miglior 8ª classificata.

## Squadre partecipanti
| Squadra                 | Città                 | Stadio                                 |
| ----------------------- | --------------------- | -------------------------------------- |
| Agropecuario            | Carlos Casares        | Ofelia Rosenzuaig                      |
| Aldosivi                | Mar del Plata         | José María Minella                     |
| All Boys                | Buenos Aires          | Islas Malvinas                         |
| Almagro                 | Buenos Aires          | Tres de Febrero                        |
| Almirante Brown         | San Justo             | Fragata Presidente Sarmiento           |
| Alvarado                | Mar del Plata         | José María Minella                     |
| Atlanta                 | Buenos Aires          | Don León Kolbovsky                     |
| Atlético de Rafaela     | Rafaela               | Nuevo Monumental                       |
| Brown                   | Adrogué               | Lorenzo Arandilla                      |
| Chacarita Juniors       | Buenos Aires          | Chacarita Juniors                      |
| Chaco For Ever          | Resistencia           | Juan Alberto García                    |
| Defensores de Belgrano  | Buenos Aires          | Juan Pasquale                          |
| Defensores Unidos       | Zárate                | Gigante de Villa Fox                   |
| Deportivo Madryn        | Puerto Madryn         | Abel Sastre                            |
| Deportivo Maipú         | Maipú                 | Omar Higinio Sperdutti/Pipe Agüero     |
| Deportivo Morón         | Morón                 | Nuevo Francisco Urbano                 |
| Deportivo Riestra       | Buenos Aires          | Guillermo Laza                         |
| Estudiantes             | Caseros               | Ciudad de Caseros                      |
| Estudiantes             | Río Cuarto            | Antonio Candini                        |
| Ferro Carril Oeste      | Buenos Aires          | Arquitecto Ricardo Etcheverri          |
| Flandria                | José María Jáuregui   | Carlos V                               |
| Gimnasia y Esgrima      | San Salvador de Jujuy | 23 de agosto                           |
| Gimnasia y Esgrima      | Mendoza               | Víctor Antonio Legrotaglie             |
| Güemes                  | Santiago del Estero   | Arturo Miranda/Único Madre de Ciudades |
| Guillermo Brown         | Puerto Madryn         | Raúl Conti                             |
| Independiente Rivadavia | Mendoza               | Bautista Gargantini                    |
| Mitre                   | Santiago del Estero   | Doctores José y Antonio Castiglione    |
| Nueva Chicago           | Buenos Aires          | Nueva Chicago                          |
| Patronato               | Paraná                | Presbitero Bartolomé Grella            |
| Quilmes                 | Quilmes               | Centenario Ciudad de Quilmes           |
| Racing                  | Córdoba               | Miguel Sancho                          |
| San Martín              | San Juan              | Ingeniero Hilario Sánchez              |
| San Martín              | San Miguel de Tucumán | La Ciudadela                           |
| San Telmo               | Buenos Aires          | Dr. Osvaldo Baletto                    |
| Temperley               | Turdera               | Alfredo Beranger                       |
| Tristán Suárez          | Tristán Suárez        | 20 de Octubre                          |
| Villa Dálmine           | Campana               | El Coliseo de Mitre y Puccini          |

## Zona A

### Classifica
| Pos | Squadra              | Pt | G  | V  | N  | P  | GF | GS | DR  |
| --- | -------------------- | -- | -- | -- | -- | -- | -- | -- | --- |
| 1.  | Almirante Brown      | 61 | 36 | 17 | 10 | 9  | 36 | 30 | +6  |
| 2.  | Agropecuario         | 59 | 36 | 17 | 8  | 11 | 46 | 36 | +10 |
| 3.  | San Martín (T)       | 56 | 36 | 15 | 11 | 10 | 38 | 24 | +14 |
| 4.  | Estudiantes (RC)     | 55 | 36 | 16 | 7  | 13 | 34 | 32 | +2  |
| 5.  | Def. de Belgrano     | 53 | 36 | 15 | 8  | 13 | 44 | 35 | +9  |
| 6.  | Gimnasia (M)         | 53 | 36 | 13 | 14 | 9  | 45 | 37 | +8  |
| 7.  | San Martín (SJ)      | 53 | 36 | 14 | 11 | 11 | 44 | 38 | +6  |
| 8.  | Temperley            | 53 | 36 | 13 | 14 | 9  | 42 | 38 | +4  |
| 9.  | Güemes (SdE)         | 53 | 36 | 13 | 14 | 9  | 37 | 34 | +3  |
| 10. | Deportivo Morón      | 53 | 36 | 14 | 11 | 11 | 38 | 37 | +1  |
| 11. | Nueva Chicago        | 52 | 36 | 13 | 13 | 10 | 34 | 25 | +9  |
| 12. | Def. Unidos          | 47 | 36 | 12 | 11 | 13 | 30 | 31 | -1  |
| 13. | Alvarado             | 44 | 36 | 10 | 14 | 12 | 35 | 40 | -5  |
| 14. | Patronato            | 42 | 36 | 11 | 9  | 16 | 39 | 44 | -5  |
| 15. | All Boys             | 42 | 36 | 10 | 12 | 14 | 31 | 40 | -9  |
| 16. | Guillermo Brown (-3) | 38 | 36 | 10 | 11 | 15 | 35 | 42 | -7  |
| 17. | Almagro              | 37 | 36 | 9  | 10 | 17 | 26 | 36 | -10 |
| 18. | San Telmo            | 37 | 36 | 10 | 7  | 19 | 40 | 52 | -12 |
| 19. | Flandria             | 34 | 36 | 9  | 7  | 20 | 33 | 56 | -23 |

Legenda
      Squadra qualificata alla finale del campionato.
      Squadre qualificate alla prima fase del Torneo reducido.
      Squadra qualificata per lo spareggio preliminare e retrocessione.
      Squadra retrocessa nella categoria inferiore.
Note
Fonte: AFA
3 punti per la vittoria, 1 punto per il pareggio. A parità di punti valgono i seguenti criteri:
1a) Spareggio (solo per determinare la vincente del campionato o la squadra retrocessa);
1b) differenza reti; 2
2) gol fatti;
3) punti negli scontri diretti;
4) differenza reti negli scontri diretti;
5) gol fatti negli scontri diretti.

### Risultati

#### Girone di andata
| Dep. Morón       | 0 - 1            | Almagro          | 3.2.2023         | Temperley             | 2 - 0                 | Estudiantes (RC)      | 11.2.2023             | Patronato        | 1 - 2            | San Martín (SJ)  | 17.2.2023        |
| Estudiantes (RC) | 0 - 1            | San Martín (T)   | 3.2.2023         | San Telmo             | 2 - 2                 | Def. de Belgrano      | 11.2.2023             | Estudiantes (RC) | 2 - 2            | San Telmo        | 17.2.2023        |
| Patronato        | 0 - 0            | Brown (PM)       | 4.2.2023         | Almagro               | 0 - 1                 | Alte Brown            | 11.2.2023             | All Boys         | 1 - 1            | Temperley        | 17.2.2023        |
| All Boys         | 1 - 1            | Nueva Chicago    | 4.2.2023         | Flandria              | 0 - 0                 | Alvarado              | 11.2.2023             | Def. de Belgrano | 1 - 0            | Almagro          | 18.2.2023        |
| Alvarado         | 0 - 0            | San Martín (SJ)  | 4.2.2023         | San Martín (T)        | 2 - 1                 | All Boys              | 11.2.2023             | Gimnasia (M)     | 0 - 0            | Flandria         | 18.2.2023        |
| Def. de Belgrano | 1 - 1            | Temperley        | 4.2.2023         | San Martín (SJ)       | 0 - 1                 | Gimnasia (M)          | 11.2.2023             | Güemes (SdE)     | 1 - 1            | Def. Unidos      | 19.2.2023        |
| Gimnasia (M)     | 1 - 1            | Def. Unidos      | 5.2.2023         | Brown (PM)            | 4 - 1                 | Güemes (SdE)          | 12.2.2023             | Dep. Morón       | 0 - 0            | Brown (PM)       | 19.2.2023        |
| Alte Brown       | 1 - 0            | San Telmo        | 5.2.2023         | Def. Unidos           | 1 - 1                 | Patronato             | 12.2.2023             | Alte Brown       | 4 - 1            | Agropecuario     | 20.2.2023        |
| Güemes (SdE)     | 0 - 1            | Agropecuario     | 5.2.2023         | Agropecuario          | 3 - 1                 | Dep. Morón            | 13.2.2023             | Nueva Chicago    | 1 - 0            | San Martín (T)   | 20.2.2023        |
| Riposa: Flandria | Riposa: Flandria | Riposa: Flandria | Riposa: Flandria | Riposa: Nueva Chicago | Riposa: Nueva Chicago | Riposa: Nueva Chicago | Riposa: Nueva Chicago | Riposa: Alvarado | Riposa: Alvarado | Riposa: Alvarado | Riposa: Alvarado |

| San Telmo              | 0 - 1                  | All Boys               | 24.2.2023              | All Boys             | 0 - 0                | Almagro              | 3.3.2023             | Def. Unidos       | 1 - 0             | Def. de Belgrano  | 11.3.2023         |
| Almagro                | 1 - 0                  | Estudiantes (RC)       | 25.2.2023              | Nueva Chicago        | 2 - 0                | San Telmo            | 4.3.2023             | Alvarado          | 2 - 1             | Güemes (SdE)      | 11.3.2023         |
| Flandria               | 1 - 1                  | Patronato              | 25.2.2023              | Güemes (SdE)         | 1 - 1                | Flandria             | 4.3.2023             | San Martín (SJ)   | 1 - 1             | Alte Brown        | 11.3.2023         |
| Temperley              | 1 - 0                  | Nueva Chicago          | 25.2.2023              | Dep. Morón           | 1 - 0                | San Martín (SJ)      | 4.3.2023             | Agropecuario      | 1 - 1             | All Boys          | 11.3.2023         |
| San Martín (SJ)        | 0 - 0                  | Güemes (SdE)           | 25.2.2023              | Alte Brown           | 0 - 0                | Def. Unidos          | 5.3.2023             | Gimnasia (M)      | 0 - 0             | Patronato         | 11.3.2023         |
| Alvarado               | 1 - 1                  | Gimnasia (M)           | 25.2.2023              | San Martín (T)       | 1 - 1                | Temperley            | 5.3.2023             | Brown (PM)        | 0 - 1             | Estudiantes (RC)  | 12.3.2023         |
| Brown (PM)             | 0 - 0                  | Alte Brown             | 26.2.2023              | Estudiantes (RC)     | 2 - 1                | Agropecuario         | 5.3.2023             | Flandria          | 2 - 0             | Dep. Morón        | 12.3.2023         |
| Def. Unidos            | 2 - 0                  | Dep. Morón             | 26.2.2023              | Def. de Belgrano     | 4 - 1                | Brown (PM)           | 6.3.2023             | Almagro           | 0 - 0             | Nueva Chicago     | 12.3.2023         |
| Agropecuario           | 2 - 1                  | Def. de Belgrano       | 27.2.2023              | Patronato            | 6 - 0                | Alvarado             | 6.3.2023             | San Telmo         | 2 - 1             | San Martín (T)    | 13.3.2023         |
| Riposa: San Martín (T) | Riposa: San Martín (T) | Riposa: San Martín (T) | Riposa: San Martín (T) | Riposa: Gimnasia (M) | Riposa: Gimnasia (M) | Riposa: Gimnasia (M) | Riposa: Gimnasia (M) | Riposa: Temperley | Riposa: Temperley | Riposa: Temperley | Riposa: Temperley |

| Alte Brown        | 3 - 1             | Flandria          | 18.3.2023         | Agropecuario      | 0 - 0             | San Martín (T)    | 25.3.2023         | Nueva Chicago        | 0 - 0                | Def. Unidos          | 30.3.2023            |
| Nueva Chicago     | 0 - 1             | Agropecuario      | 18.3.2023         | Flandria          | 1 - 2             | Def. de Belgrano  | 25.3.2023         | All Boys             | 1 - 1                | San Martín (SJ)      | 31.3.2023            |
| All Boys          | 1 - 1             | Brown (PM)        | 18.3.2023         | Patronato         | 1 - 2             | Güemes (SdE)      | 25.3.2023         | Alte Brown           | 1 - 1                | Gimnasia (M)         | 31.3.2023            |
| Def. de Belgrano  | 0 - 1             | San Martín (SJ)   | 19.3.2023         | Alvarado          | 0 - 1             | Alte Brown        | 25.3.2023         | Temperley            | 2 - 0                | Agropecuario         | 31.3.2023            |
| Temperley         | 3 - 0             | San Telmo         | 19.3.2023         | Almagro           | 2 - 0             | Temperley         | 26.3.2023         | Estudiantes (RC)     | 2 - 0                | Flandria             | 31.3.2023            |
| Güemes (SdE)      | 1 - 0             | Gimnasia (M)      | 19.3.2023         | Def. Unidos       | 3 - 1             | All Boys          | 26.3.2023         | San Martín (T)       | 0 - 1                | Brown (PM)           | 31.3.2023            |
| San Martín (T)    | 1 - 0             | Almagro           | 19.3.2023         | Brown (PM)        | 0 - 2             | Nueva Chicago     | 26.3.2023         | Def. de Belgrano     | 1 - 1                | Alvarado             | 1.4.2023             |
| Estudiantes (RC)  | 1 - 0             | Def. Unidos       | 19.3.2023         | Gimnasia (M)      | 2 - 2             | Dep. Morón        | 26.3.2023         | San Telmo            | 3 - 2                | Almagro              | 2.4.2023             |
| Dep. Morón        | 1 - 1             | Alvarado          | 20.3.2023         | San Martín (SJ)   | 2 - 0             | Estudiantes (RC)  | 26.3.2023         | Dep. Morón           | 0 - 1                | Patronato            | 2.4.2023             |
| Riposa: Patronato | Riposa: Patronato | Riposa: Patronato | Riposa: Patronato | Riposa: San Telmo | Riposa: San Telmo | Riposa: San Telmo | Riposa: San Telmo | Riposa: Güemes (SdE) | Riposa: Güemes (SdE) | Riposa: Güemes (SdE) | Riposa: Güemes (SdE) |

| Flandria        | 2 - 1           | All Boys         | 5.4.2023        | Almagro            | 0 - 1              | Agropecuario       | 8.4.2023           | Patronato            | 1 - 1                | Estudiantes (RC)     | 14.4.2023            |
| Def. Unidos     | 1 - 0           | San Martín (T)   | 5.4.2023        | All Boys           | 2 - 1              | Alvarado           | 8.4.2023           | Flandria             | 2 - 1                | San Martín (T)       | 15.4.2023            |
| Agropecuario    | 2 - 1           | San Telmo        | 5.4.2023        | Alte Brown         | 0 - 1              | Güemes (SdE)       | 8.4.2023           | Dep. Morón           | 2 - 2                | Alte Brown           | 15.4.2023            |
| Gimnasia (M)    | 1 - 0           | Def. de Belgrano | 5.4.2023        | San Martín (T)     | 4 - 1              | San Martín (SJ)    | 9.4.2023           | Brown (PM)           | 1 - 1                | Almagro              | 16.4.2023            |
| Brown (PM)      | 2 - 2           | Temperley        | 5.4.2023        | San Telmo          | 1 - 2              | Brown (PM)         | 10.4.2023          | Def. Unidos          | 3 - 2                | San Telmo            | 16.4.2023            |
| Alvarado        | 2 - 1           | Estudiantes (RC) | 5.4.2023        | Nueva Chicago      | 1 - 0              | Flandria           | 10.4.2023          | Güemes (SdE)         | 0 - 0                | Def. de Belgrano     | 16.4.2023            |
| Güemes (SdE)    | 0 - 0           | Dep. Morón       | 5.4.2023        | Def. de Belgrano   | 2 - 0              | Patronato          | 10.4.2023          | Alvarado             | 1 - 0                | Nueva Chicago        | 16.4.2023            |
| San Martín (SJ) | 0 - 0           | Nueva Chicago    | 5.4.2023        | Estudiantes (RC)   | 1 - 1              | Gimnasia (M)       | 10.4.2023          | Gimnasia (M)         | 0 - 0                | All Boys             | 16.4.2023            |
| Patronato       | 0 - 1           | Alte Brown       | 14.6.2023       | Temperley          | 1 - 0              | Def. Unidos        | 10.4.2023          | San Martín (SJ)      | 3 - 1                | Temperley            | 16.4.2023            |
| Riposa: Almagro | Riposa: Almagro | Riposa: Almagro  | Riposa: Almagro | Riposa: Dep. Morón | Riposa: Dep. Morón | Riposa: Dep. Morón | Riposa: Dep. Morón | Riposa: Agropecuario | Riposa: Agropecuario | Riposa: Agropecuario | Riposa: Agropecuario |

| Estudiantes (RC)   | 1 - 1              | Güemes (SdE)       | 21.4.2023          | Def. Unidos        | 2 - 0              | Agropecuario       | 29.4.2023          | Almagro                  | 3 - 1                    | Flandria                 | 5.5.2023                 |
| Nueva Chicago      | 2 - 2              | Gimnasia (M)       | 22.4.2023          | Flandria           | 1 - 4              | San Telmo          | 30.4.2023          | All Boys                 | 0 - 2                    | Dep. Morón               | 5.5.2023                 |
| Agropecuario       | 1 - 0              | Brown (PM)         | 22.4.2023          | Alte Brown         | 0 - 0              | Def. de Belgrano   | 30.4.2023          | Nueva Chicago            | 1 - 2                    | Güemes (SdE)             | 6.5.2023                 |
| All Boys           | 0 - 1              | Patronato          | 22.4.2023          | Alvarado           | 0 - 1              | Temperley          | 30.4.2023          | San Telmo                | 1 - 1                    | Alvarado                 | 6.5.2023                 |
| San Telmo          | 0 - 2              | San Martín (SJ)    | 23.4.2023          | Gimnasia (M)       | 1 - 0              | San Martín (T)     | 30.4.2023          | Agropecuario             | 4 - 1                    | San Martín (SJ)          | 6.5.2023                 |
| Almagro            | 1 - 0              | Def. Unidos        | 23.4.2023          | Dep. Morón         | 2 - 0              | Estudiantes (RC)   | 30.4.2023          | Estudiantes (RC)         | 2 - 0                    | Alte Brown               | 6.5.2023                 |
| Def. de Belgrano   | 0 - 1              | Dep. Morón         | 24.4.2023          | San Martín (SJ)    | 3 - 0              | Almagro            | 30.4.2023          | Temperley                | 1 - 0                    | Gimnasia (M)             | 7.5.2023                 |
| Temperley          | 0 - 2              | Flandria           | 24.4.2023          | Güemes (SdE)       | 1 - 1              | All Boys           | 30.4.2023          | Brown (PM)               | 3 - 0                    | Def. Unidos              | 7.5.2023                 |
| San Martín (T)     | 2 - 0              | Alvarado           | 24.4.2023          | Patronato          | 0 - 0              | Nueva Chicago      | 30.4.2023          | San Martín (T)           | 2 - 0                    | Patronato                | 7.5.2023                 |
| Riposa: Alte Brown | Riposa: Alte Brown | Riposa: Alte Brown | Riposa: Alte Brown | Riposa: Brown (PM) | Riposa: Brown (PM) | Riposa: Brown (PM) | Riposa: Brown (PM) | Riposa: Def. de Belgrano | Riposa: Def. de Belgrano | Riposa: Def. de Belgrano | Riposa: Def. de Belgrano |

| Dep. Morón          | 1 - 0               | Nueva Chicago       | 13.5.2023           | Nueva Chicago            | 3 - 0                    | Alte Brown               | 20.5.2023                | Gimnasia (M)            | 2 - 1                   | Agropecuario            | 26.5.2023               |
| Gimnasia (M)        | 2 - 1               | San Telmo           | 13.5.2023           | Temperley                | 3 - 3                    | Güemes (SdE)             | 20.5.2023                | Estudiantes (RC)        | 1 - 2                   | All Boys                | 26.5.2023               |
| Def. de Belgrano    | 1 - 0               | Estudiantes (RC)    | 13.5.2023           | San Telmo                | 3 - 1                    | Patronato                | 20.5.2023                | Güemes (SdE)            | 1 - 1                   | San Telmo               | 27.5.2023               |
| Patronato           | 3 - 1               | Temperley           | 13.5.2023           | Almagro                  | 0 - 0                    | Gimnasia (M)             | 20.5.2023                | Alte Brown              | 1 - 0                   | San Martín (T)          | 27.5.2023               |
| Alte Brown          | 3 - 0               | All Boys            | 13.5.2023           | Agropecuario             | 3 - 1                    | Alvarado                 | 20.5.2023                | Dep. Morón              | 2 - 0                   | Temperley               | 27.5.2023               |
| Flandria            | 2 - 1               | Agropecuario        | 14.5.2023           | Def. Unidos              | 0 - 0                    | San Martín (SJ)          | 20.5.2023                | Flandria                | 0 - 2                   | Def. Unidos             | 28.5.2023               |
| Alvarado            | 0 - 0               | Almagro             | 14.5.2023           | Brown (PM)               | 3 - 1                    | Flandria                 | 21.5.2023                | Patronato               | 1 - 0                   | Almagro                 | 28.5.2023               |
| Güemes (SdE)        | 0 - 1               | San Martín (T)      | 15.5.2023           | San Martín (T)           | 2 - 0                    | Dep. Morón               | 21.5.2023                | Alvarado                | 2 - 0                   | Brown (PM)              | 28.5.2023               |
| San Martín (SJ)     | 2 - 1               | Brown (PM)          | 15.5.2023           | All Boys                 | 2 - 1                    | Def. de Belgrano         | 22.5.2023                | Def. de Belgrano        | 0 - 0                   | Nueva Chicago           | 30.5.2023               |
| Riposa: Def. Unidos | Riposa: Def. Unidos | Riposa: Def. Unidos | Riposa: Def. Unidos | Riposa: Estudiantes (RC) | Riposa: Estudiantes (RC) | Riposa: Estudiantes (RC) | Riposa: Estudiantes (RC) | Riposa: San Martín (SJ) | Riposa: San Martín (SJ) | Riposa: San Martín (SJ) | Riposa: San Martín (SJ) |

| 19ª giornata     | 19ª giornata | 19ª giornata     | 19ª giornata |
| Locali           | R            | Ospiti           | Giorno       |
| ---------------- | ------------ | ---------------- | ------------ |
| Almagro          | 1 - 1        | Güemes (SdE)     | 3.6.2023     |
| Agropecuario     | 2 - 1        | Patronato        | 3.6.2023     |
| Temperley        | 1 - 1        | Alte Brown       | 3.6.2023     |
| Nueva Chicago    | 2 - 0        | Estudiantes (RC) | 4.6.2023     |
| San Telmo        | 2 - 1        | Dep. Morón       | 4.6.2023     |
| Brown (PM)       | 1 - 2        | Gimnasia (M)     | 4.6.2023     |
| Def. Unidos      | 0 - 0        | Alvarado         | 4.6.2023     |
| San Martín (SJ)  | 2 - 0        | Flandria         | 4.6.2023     |
| San Martín (T)   | 3 - 1        | Def. de Belgrano | 4.6.2023     |
| Riposa: All Boys |              |                  |              |

#### Girone di ritorno
| San Martín (T)   | 0 - 0            | Estudiantes (RC) | 8.6.2023         | Estudiantes (RC)      | 1 - 0                 | Temperley             | 16.6.2023             | Def. Unidos      | 1 - 0            | Güemes (SdE)     | 23.6.2023        |
| Nueva Chicago    | 2 - 0            | All Boys         | 9.6.2023         | Alvarado              | 2 - 0                 | Flandria              | 17.6.2023             | Almagro          | 2 - 1            | Def. de Belgrano | 24.6.2023        |
| San Martín (SJ)  | 1 - 1            | Alvarado         | 9.6.2023         | Dep. Morón            | 2 - 1                 | Agropecuario          | 17.6.2023             | Agropecuario     | 4 - 0            | Alte Brown       | 24.6.2023        |
| San Telmo        | 3 - 1            | Alte Brown       | 10.6.2023        | Patronato             | 1 - 0                 | Def. Unidos           | 18.6.2023             | San Telmo        | 0 - 1            | Estudiantes (RC) | 24.6.2023        |
| Brown (PM)       | 0 - 0            | Patronato        | 10.6.2023        | Def. de Belgrano      | 2 - 0                 | San Telmo             | 18.6.2023             | San Martín (SJ)  | 2 - 1            | Patronato        | 24.6.2023        |
| Def. Unidos      | 1 - 0            | Gimnasia (M)     | 10.6.2023        | Gimnasia (M)          | 2 - 0                 | San Martín (SJ)       | 18.6.2023             | Temperley        | 1 - 1            | All Boys         | 24.6.2023        |
| Agropecuario     | 1 - 0            | Güemes (SdE)     | 10.6.2023        | Güemes (SdE)          | 1 - 1                 | Brown (PM)            | 18.6.2023             | Brown (PM)       | 0 - 2            | Dep. Morón       | 25.6.2023        |
| Almagro          | 0 - 1            | Dep. Morón       | 10.6.2023        | All Boys              | 0 - 1                 | San Martín (T)        | 18.6.2023             | San Martín (T)   | 1 - 1            | Nueva Chicago    | 25.6.2023        |
| Temperley        | 1 - 1            | Def. de Belgrano | 10.6.2023        | Alte Brown            | 1 - 0                 | Almagro               | 19.6.2023             | Flandria         | 1 - 1            | Gimnasia (M)     | 25.6.2023        |
| Riposa: Flandria | Riposa: Flandria | Riposa: Flandria | Riposa: Flandria | Riposa: Nueva Chicago | Riposa: Nueva Chicago | Riposa: Nueva Chicago | Riposa: Nueva Chicago | Riposa: Alvarado | Riposa: Alvarado | Riposa: Alvarado | Riposa: Alvarado |

| Güemes (SdE)           | 4 - 0                  | San Martín (SJ)        | 30.6.2023              | Agropecuario         | 0 - 0                | Estudiantes (RC)     | 8.7.2023             | Nueva Chicago     | 2 - 0             | Almagro           | 14.7.2023         |
| Alte Brown             | 0 - 0                  | Brown (PM)             | 1.7.2023               | Almagro              | 0 - 0                | All Boys             | 8.7.2023             | Güemes (SdE)      | 0 - 2             | Alvarado          | 14.7.2023         |
| Nueva Chicago          | 0 - 0                  | Temperley              | 1.7.2023               | Temperley            | 1 - 0                | San Martín (T)       | 8.7.2023             | San Martín (T)    | 1 - 0             | San Telmo         | 14.7.2023         |
| Dep. Morón             | 1 - 0                  | Def. Unidos            | 1.7.2023               | San Telmo            | 0 - 2                | Nueva Chicago        | 8.7.2023             | Alte Brown        | 2 - 1             | San Martín (SJ)   | 15.7.2023         |
| Gimnasia (M)           | 3 - 0                  | Alvarado               | 2.7.2023               | Alvarado             | 2 - 0                | Patronato            | 8.7.2023             | Patronato         | 1 - 0             | Gimnasia (M)      | 15.7.2023         |
| Estudiantes (RC)       | 1 - 0                  | Almagro                | 2.7.2023               | San Martín (SJ)      | 4 - 0                | Dep. Morón           | 8.7.2023             | All Boys          | 2 - 0             | Agropecuario      | 16.7.2023         |
| Patronato              | 3 - 1                  | Flandria               | 2.7.2023               | Def. Unidos          | 0 - 1                | Alte Brown           | 9.7.2023             | Estudiantes (RC)  | 1 - 0             | Brown (PM)        | 16.7.2023         |
| Def. de Belgrano       | 1 - 0                  | Agropecuario           | 2.7.2023               | Flandria             | 3 - 1                | Güemes (SdE)         | 9.7.2023             | Dep. Morón        | 2 - 1             | Flandria          | 16.7.2023         |
| All Boys               | 1 - 0                  | San Telmo              | 3.7.2023               | Brown (PM)           | 0 - 1                | Def. de Belgrano     | 9.7.2023             | Def. de Belgrano  | 1 - 2             | Def. Unidos       | 17.7.2023         |
| Riposa: San Martín (T) | Riposa: San Martín (T) | Riposa: San Martín (T) | Riposa: San Martín (T) | Riposa: Gimnasia (M) | Riposa: Gimnasia (M) | Riposa: Gimnasia (M) | Riposa: Gimnasia (M) | Riposa: Temperley | Riposa: Temperley | Riposa: Temperley | Riposa: Temperley |

| Brown (PM)        | 2 - 1             | All Boys          | 22.7.2023         | Estudiantes (RC)  | 3 - 2             | San Martín (SJ)   | 29.7.2023         | Almagro              | 2 - 0                | San Telmo            | 5.8.2023             |
| San Telmo         | 0 - 0             | Temperley         | 22.7.2023         | Nueva Chicago     | 3 - 2             | Brown (PM)        | 29.7.2023         | Alvarado             | 0 - 0                | Def. de Belgrano     | 5.8.2023             |
| Def. Unidos       | 0 - 1             | Estudiantes (RC)  | 22.7.2023         | Temperley         | 3 - 1             | Almagro           | 29.7.2023         | Brown (PM)           | 3 - 0                | San Martín (T)       | 6.8.2023             |
| Agropecuario      | 2 - 1             | Nueva Chicago     | 22.7.2023         | Dep. Morón        | 2 - 2             | Gimnasia (M)      | 29.7.2023         | Def. Unidos          | 0 - 0                | Nueva Chicago        | 6.8.2023             |
| Alvarado          | 0 - 2             | Dep. Morón        | 22.7.2023         | Alte Brown        | 1 - 0             | Alvarado          | 29.7.2023         | San Martín (SJ)      | 2 - 0                | All Boys             | 6.8.2023             |
| Flandria          | 0 - 2             | Alte Brown        | 23.7.2023         | Güemes (SdE)      | 1 - 0             | Patronato         | 30.7.2023         | Patronato            | 3 - 2                | Dep. Morón           | 6.8.2023             |
| Gimnasia (M)      | 0 - 1             | Güemes (SdE)      | 23.7.2023         | San Martín (T)    | 1 - 1             | Agropecuario      | 30.7.2023         | Flandria             | 1 - 0                | Estudiantes (RC)     | 7.8.2023             |
| Almagro           | 0 - 0             | San Martín (T)    | 23.7.2023         | Def. de Belgrano  | 4 - 2             | Flandria          | 31.7.2023         | Agropecuario         | 1 - 3                | Temperley            | 7.8.2023             |
| San Martín (SJ)   | 1 - 3             | Def. de Belgrano  | 24.7.2023         | All Boys          | 1 - 0             | Def. Unidos       | 31.7.2023         | Gimnasia (M)         | 4 - 1                | Alte Brown           | 7.8.2023             |
| Riposa: Patronato | Riposa: Patronato | Riposa: Patronato | Riposa: Patronato | Riposa: San Telmo | Riposa: San Telmo | Riposa: San Telmo | Riposa: San Telmo | Riposa: Güemes (SdE) | Riposa: Güemes (SdE) | Riposa: Güemes (SdE) | Riposa: Güemes (SdE) |

| Estudiantes (RC) | 1 - 1           | Alvarado        | 15.8.2023       | Agropecuario       | 1 - 1              | Almagro            | 20.8.2023          | Temperley            | 0 - 1                | San Martín (SJ)      | 25.8.2023            |
| San Telmo        | 0 - 1           | Agropecuario    | 15.8.2023       | Brown (PM)         | 1 - 1              | San Telmo          | 20.8.2023          | San Telmo            | 1 - 1                | Def. Unidos          | 26.8.2023            |
| Def. de Belgrano | 1 - 0           | Gimnasia (M)    | 15.8.2023       | Alvarado           | 0 - 0              | All Boys           | 20.8.2023          | Def. de Belgrano     | 4 - 1                | Güemes (SdE)         | 26.8.2023            |
| Alte Brown       | 2 - 0           | Patronato       | 15.8.2023       | Patronato          | 1 - 2              | Def. de Belgrano   | 20.8.2023          | Nueva Chicago        | 1 - 4                | Alvarado             | 26.8.2023            |
| Temperley        | 0 - 0           | Brown (PM)      | 15.8.2023       | Def. Unidos        | 1 - 1              | Temperley          | 21.8.2023          | Estudiantes (RC)     | 2 - 1                | Patronato            | 26.8.2023            |
| All Boys         | 1 - 0           | Flandria        | 15.8.2023       | Flandria           | 0 - 1              | Nueva Chicago      | 21.8.2023          | San Martín (T)       | 2 - 0                | Flandria             | 26.8.2023            |
| Nueva Chicago    | 0 - 0           | San Martín (SJ) | 16.8.2023       | San Martín (SJ)    | 0 - 0              | San Martín (T)     | 21.8.2023          | Alte Brown           | 0 - 1                | Dep. Morón           | 27.8.2023            |
| San Martín (T)   | 1 - 0           | Def. Unidos     | 16.8.2023       | Gimnasia (M)       | 1 - 0              | Estudiantes (RC)   | 21.8.2023          | Almagro              | 2 - 0                | Brown (PM)           | 27.8.2023            |
| Dep. Morón       | 1 - 1           | Güemes (SdE)    | 16.8.2023       | Güemes (SdE)       | 0 - 0              | Alte Brown         | 21.8.2023          | All Boys             | 3 - 1                | Gimnasia (M)         | 28.8.2023            |
| Riposa: Almagro  | Riposa: Almagro | Riposa: Almagro | Riposa: Almagro | Riposa: Dep. Morón | Riposa: Dep. Morón | Riposa: Dep. Morón | Riposa: Dep. Morón | Riposa: Agropecuario | Riposa: Agropecuario | Riposa: Agropecuario | Riposa: Agropecuario |

| Def. Unidos        | 1 - 0              | Almagro            | 2.9.2023           | Temperley          | 2 - 1              | Alvarado           | 9.9.2023           | San Martín (SJ)          | 1 - 1                    | Agropecuario             | 15.9.2023                |
| Güemes (SdE)       | 1 - 0              | Estudiantes (RC)   | 2.9.2023           | San Martín (T)     | 4 - 0              | Gimnasia (M)       | 9.9.2023           | Güemes (SdE)             | 1 - 0                    | Nueva Chicago            | 16.9.2023                |
| Patronato          | 3 - 2              | All Boys           | 2.9.2023           | Agropecuario       | 2 - 0              | Def. Unidos        | 10.9.2023          | Flandria                 | 1 - 0                    | Almagro                  | 16.9.2023                |
| Alvarado           | 1 - 1              | San Martín (T)     | 3.9.2023           | San Telmo          | 2 - 1              | Flandria           | 10.9.2023          | Def. Unidos              | 2 - 1                    | Brown (PM)               | 16.9.2023                |
| Flandria           | 2 - 3              | Temperley          | 3.9.2023           | All Boys           | 0 - 2              | Güemes (SdE)       | 10.9.2023          | Gimnasia (M)             | 1 - 1                    | Temperley                | 16.9.2023                |
| Brown (PM)         | 1 - 0              | Agropecuario       | 3.9.2023           | Nueva Chicago      | 1 - 1              | Patronato          | 11.9.2023          | Alte Brown               | 0 - 2                    | Estudiantes (RC)         | 16.9.2023                |
| San Martín (SJ)    | 1 - 2              | San Telmo          | 3.9.2023           | Estudiantes (RC)   | 2 - 1              | Dep. Morón         | 11.9.2023          | Alvarado                 | 1 - 0                    | San Telmo                | 17.9.2023                |
| Dep. Morón         | 3 - 2              | Def. de Belgrano   | 4.9.2023           | Def. de Belgrano   | 0 - 1              | Alte Brown         | 11.9.2023          | Patronato                | 1 - 3                    | San Martín (T)           | 17.9.2023                |
| Gimnasia (M)       | 2 - 1              | Nueva Chicago      | 4.9.2023           | Almagro            | 0 - 3              | San Martín (SJ)    | 20.9.2023          | Dep. Morón               | 0 - 0                    | All Boys                 | 17.9.2023                |
| Riposa: Alte Brown | Riposa: Alte Brown | Riposa: Alte Brown | Riposa: Alte Brown | Riposa: Brown (PM) | Riposa: Brown (PM) | Riposa: Brown (PM) | Riposa: Brown (PM) | Riposa: Def. de Belgrano | Riposa: Def. de Belgrano | Riposa: Def. de Belgrano | Riposa: Def. de Belgrano |

| San Telmo           | 3 - 2               | Gimnasia (M)        | 23.9.2023           | Flandria                 | 2 - 1                    | Brown (PM)               | 29.9.2023                | Brown (PM)              | 2 - 0                   | Alvarado                | 6.10.2023               |
| Agropecuario        | 3 - 0               | Flandria            | 23.9.2023           | Alte Brown               | 1 - 0                    | Nueva Chicago            | 30.9.2023                | Nueva Chicago           | 2 - 1                   | Def. de Belgrano        | 6.10.2023               |
| Temperley           | 3 - 1               | Patronato           | 23.9.2023           | Def. de Belgrano         | 1 - 0                    | All Boys                 | 30.9.2023                | All Boys                | 1 - 2                   | Estudiantes (RC)        | 6.10.2023               |
| San Martín (T)      | 1 - 1               | Güemes (SdE)        | 23.9.2023           | Güemes (SdE)             | 2 - 0                    | Temperley                | 30.9.2023                | San Telmo               | 1 - 2                   | Güemes (SdE)            | 7.10.2023               |
| Brown (PM)          | 1 - 0               | San Martín (SJ)     | 24.9.2023           | San Martín (SJ)          | 3 - 2                    | Def. Unidos              | 30.9.2023                | Almagro                 | 2 - 1                   | Patronato               | 7.10.2023               |
| Almagro             | 1 - 1               | Alvarado            | 24.9.2023           | Patronato                | 1 - 0                    | San Telmo                | 30.9.2023                | Agropecuario            | 0 - 0                   | Gimnasia (M)            | 7.10.2023               |
| Nueva Chicago       | 0 - 0               | Dep. Morón          | 24.9.2023           | Alvarado                 | 1 - 2                    | Agropecuario             | 30.9.2023                | Temperley               | 1 - 1                   | Dep. Morón              | 7.10.2023               |
| Estudiantes (RC)    | 1 - 0               | Def. de Belgrano    | 24.9.2023           | Gimnasia (M)             | 4 - 3                    | Almagro                  | 1.10.2023                | San Martín (T)          | 0 - 0                   | Alte Brown              | 8.10.2023               |
| All Boys            | 2 - 1               | Alte Brown          | 25.9.2023           | Dep. Morón               | 0 - 0                    | San Martín (T)           | 2.10.2023                | Def. Unidos             | 0 - 0                   | Flandria                | 8.10.2023               |
| Riposa: Def. Unidos | Riposa: Def. Unidos | Riposa: Def. Unidos | Riposa: Def. Unidos | Riposa: Estudiantes (RC) | Riposa: Estudiantes (RC) | Riposa: Estudiantes (RC) | Riposa: Estudiantes (RC) | Riposa: San Martín (SJ) | Riposa: San Martín (SJ) | Riposa: San Martín (SJ) | Riposa: San Martín (SJ) |

| 38ª giornata     | 38ª giornata | 38ª giornata    | 38ª giornata |
| Locali           | R            | Ospiti          | Giorno       |
| ---------------- | ------------ | --------------- | ------------ |
| Estudiantes (RC) | 1 - 2        | Nueva Chicago   | 16.10.2023   |
| Def. de Belgrano | 2 - 1        | San Martín (T)  | 16.10.2023   |
| Alte Brown       | 2 - 0        | Temperley       | 16.10.2023   |
| Dep. Morón       | 1 - 2        | San Telmo       | 16.10.2023   |
| Güemes (SdE)     | 1 - 0        | Almagro         | 16.10.2023   |
| Patronato        | 1 - 1        | Agropecuario    | 16.10.2023   |
| Gimnasia (M)     | 5 - 0        | Brown (PM)      | 16.10.2023   |
| Alvarado         | 4 - 2        | Def. Unidos     | 16.10.2023   |
| Flandria         | 1 - 1        | San Martín (SJ) | 16.10.2023   |
| Riposa: All Boys |              |                 |              |

## Zona B

### Classifica
| Pos | Squadra                 | Pt | G  | V  | N  | P  | GF | GS | DR  |
| --- | ----------------------- | -- | -- | -- | -- | -- | -- | -- | --- |
| 1.  | Independiente Rivadavia | 68 | 34 | 20 | 8  | 6  | 51 | 33 | +18 |
| 2.  | Chacarita Juniors       | 67 | 34 | 18 | 13 | 3  | 48 | 23 | +25 |
| 3.  | Dep. Maipú              | 63 | 34 | 19 | 6  | 9  | 46 | 31 | +15 |
| 4.  | Quilmes                 | 53 | 34 | 15 | 8  | 11 | 44 | 31 | +13 |
| 5.  | Atlético Rafaela        | 53 | 34 | 14 | 11 | 9  | 38 | 31 | +7  |
| 6.  | Mitre (SdE)             | 52 | 34 | 15 | 7  | 12 | 38 | 37 | +1  |
| 7.  | Dep. Riestra            | 50 | 34 | 12 | 14 | 8  | 40 | 34 | +6  |
| 8.  | Ferro Carril Oeste      | 49 | 34 | 13 | 10 | 11 | 45 | 37 | +8  |
| 9.  | Brown (A)               | 47 | 34 | 11 | 14 | 9  | 34 | 31 | +3  |
| 10. | Gimnasia (J)            | 44 | 34 | 13 | 5  | 16 | 36 | 40 | -4  |
| 11. | Dep. Madryn             | 43 | 34 | 10 | 13 | 11 | 28 | 28 | 0   |
| 12. | Racing (C)              | 41 | 34 | 10 | 11 | 13 | 44 | 43 | +1  |
| 13. | Chaco For Ever          | 40 | 34 | 11 | 7  | 16 | 30 | 43 | -13 |
| 14. | Estudiantes (BA)        | 36 | 34 | 8  | 12 | 14 | 31 | 40 | -9  |
| 15. | Atlanta                 | 35 | 34 | 8  | 11 | 15 | 33 | 41 | -8  |
| 16. | Aldosivi                | 35 | 34 | 8  | 11 | 15 | 33 | 44 | -11 |
| 17. | Tristán Suárez          | 34 | 34 | 8  | 10 | 16 | 36 | 53 | -17 |
| 18. | Villa Dálmine           | 20 | 34 | 5  | 5  | 24 | 21 | 56 | -35 |

Legenda
      Squadra qualificata alla finale del campionato.
      Squadre qualificate alla prima fase del Torneo reducido.
      Squadra qualificata per lo spareggio retrocessione.
      Squadra retrocessa nella categoria inferiore.
Note
Fonte: AFA
3 punti per la vittoria, 1 punto per il pareggio. A parità di punti valgono i seguenti criteri:
1a) Spareggio (solo per determinare la vincente del campionato o la squadra retrocessa);
1b) differenza reti; 2
2) gol fatti;
3) punti negli scontri diretti;
4) differenza reti negli scontri diretti;
5) gol fatti negli scontri diretti.

### Calendario e risultati

#### Girone di andata
| Aldosivi         | 1 - 2 | Ind. Rivadavia | 10.2.2023 | Gimnasia (J)   | 1 - 1 | Aldosivi         | 17.2.2023 | Villa Dálmine    | 3 - 1 | Tristán Suárez | 24.2.2023 |
| Atl. Rafaela     | 3 - 0 | Tristán Suárez | 10.2.2023 | Racing (C)     | 0 - 1 | Estudiantes (BA) | 17.2.2023 | Estudiantes (BA) | 1 - 0 | Riestra        | 24.2.2023 |
| Gimnasia (J)     | 1 - 1 | Ferro          | 10.2.2023 | Ferro          | 2 - 3 | Quilmes          | 17.2.2023 | Dep. Madryn      | 0 - 1 | Atlanta        | 25.2.2023 |
| Estudiantes (BA) | 2 - 0 | Atlanta        | 10.2.2023 | Riestra        | 2 - 1 | Brown (A)        | 18.2.2023 | Brown (A)        | 1 - 1 | Ferro          | 25.2.2023 |
| Dep. Madryn      | 0 - 0 | Chacarita      | 11.2.2023 | Chacarita      | 3 - 0 | Villa Dálmine    | 18.2.2023 | Quilmes          | 2 - 1 | Gimnasia (J)   | 25.2.2023 |
| Brown (A)        | 1 - 2 | Racing (C)     | 11.2.2023 | Tristán Suárez | 1 - 2 | Dep. Madryn      | 18.2.2023 | Aldosivi         | 2 - 0 | Chaco For Ever | 26.2.2023 |
| Villa Dálmine    | 0 - 0 | Mitre (SdE)    | 11.2.2023 | Mitre (SdE)    | 1 - 0 | Dep. Maipú       | 19.2.2023 | Dep. Maipú       | 0 - 2 | Chacarita      | 26.2.2023 |
| Dep. Maipú       | 2 - 0 | Chaco For Ever | 12.2.2023 | Chaco For Ever | 2 - 1 | Ind. Rivadavia   | 19.2.2023 | Atl. Rafaela     | 2 - 1 | Racing (C)     | 26.2.2023 |
| Quilmes          | 3 - 1 | Riestra        | 12.2.2023 | Atlanta        | 0 - 0 | Atl. Rafaela     | 20.2.2023 | Ind. Rivadavia   | 4 - 1 | Mitre (SdE)    | 26.2.2023 |

| Riestra        | 0 - 2 | Atl. Rafaela     | 3.3.2023 | Atl. Rafaela     | 1 - 2 | Ferro          | 10.3.2023 | Ferro          | 0 - 0 | Dep. Madryn      | 17.3.2023 |
| Racing (C)     | 3 - 1 | Dep. Madryn      | 3.3.2023 | Dep. Madryn      | 0 - 3 | Riestra        | 11.3.2023 | Gimnasia (J)   | 1 - 0 | Atl. Rafaela     | 17.3.2023 |
| Gimnasia (J)   | 1 - 1 | Brown (A)        | 4.3.2023 | Brown (A)        | 1 - 0 | Quilmes        | 11.3.2023 | Brown (A)      | 2 - 0 | Aldosivi         | 18.3.2023 |
| Tristán Suárez | 0 - 4 | Dep. Maipú       | 4.3.2023 | Estudiantes (BA) | 1 - 2 | Gimnasia (J)   | 11.3.2023 | Tristán Suárez | 2 - 1 | Chaco For Ever   | 18.3.2023 |
| Chacarita      | 3 - 0 | Ind. Rivadavia   | 4.3.2023 | Dep. Maipú       | 1 - 0 | Atlanta        | 12.3.2023 | Chacarita      | 1 - 1 | Mitre (SdE)      | 18.3.2023 |
| Mitre (SdE)    | 2 - 0 | Chaco For Ever   | 4.3.2023 | Chaco For Ever   | 1 - 1 | Chacarita      | 12.3.2023 | Quilmes        | 2 - 0 | Estudiantes (BA) | 18.3.2023 |
| Ferro          | 0 - 2 | Estudiantes (BA) | 4.3.2023 | Villa Dálmine    | 2 - 1 | Racing (C)     | 12.3.2023 | Atlanta        | 2 - 2 | Ind. Rivadavia   | 19.3.2023 |
| Atlanta        | 2 - 1 | Villa Dálmine    | 5.3.2023 | Ind. Rivadavia   | 1 - 3 | Tristán Suárez | 12.3.2023 | Racing (C)     | 1 - 0 | Dep. Maipú       | 19.3.2023 |
| Quilmes        | 4 - 1 | Aldosivi         | 5.3.2023 | Aldosivi         | 3 - 1 | Mitre (SdE)    | 13.3.2023 | Riestra        | 2 - 1 | Villa Dálmine    | 20.3.2023 |

| Estudiantes (BA) | 1 - 1 | Brown (A)      | 25.3.2023 | Gimnasia (J)     | 2 - 0 | Villa Dálmine  | 31.3.2023 | Dep. Maipú     | 3 - 2 | Gimnasia (J)     | 7.4.2023 |
| Dep. Madryn      | 3 - 1 | Gimnasia (J)   | 25.3.2023 | Tristán Suárez   | 1 - 3 | Chacarita      | 1.4.2023  | Dep. Madryn    | 0 - 0 | Brown (A)        | 8.4.2023 |
| Villa Dálmine    | 2 - 0 | Ferro          | 25.3.2023 | Estudiantes (BA) | 0 - 1 | Aldosivi       | 1.4.2023  | Aldosivi       | 1 - 1 | Tristán Suárez   | 8.4.2023 |
| Aldosivi         | 0 - 1 | Chacarita      | 26.3.2023 | Riestra          | 3 - 3 | Ind. Rivadavia | 2.4.2023  | Chacarita      | 1 - 1 | Atlanta          | 8.4.2023 |
| Mitre (SdE)      | 0 - 1 | Tristán Suárez | 26.3.2023 | Racing (C)       | 2 - 0 | Chaco For Ever | 2.4.2023  | Ind. Rivadavia | 2 - 1 | Ferro            | 8.4.2023 |
| Chaco For Ever   | 1 - 1 | Atlanta        | 26.3.2023 | Ferro            | 0 - 1 | Dep. Maipú     | 2.4.2023  | Villa Dálmine  | 0 - 0 | Quilmes          | 8.4.2023 |
| Dep. Maipú       | 1 - 1 | Riestra        | 26.3.2023 | Brown (A)        | 1 - 1 | Atl. Rafaela   | 3.4.2023  | Mitre (SdE)    | 1 - 1 | Racing (C)       | 9.4.2023 |
| Atl. Rafaela     | 1 - 0 | Quilmes        | 26.3.2023 | Atlanta          | 0 - 1 | Mitre (SdE)    | 3.4.2023  | Chaco For Ever | 2 - 1 | Riestra          | 9.4.2023 |
| Ind. Rivadavia   | 1 - 1 | Racing (C)     | 27.3.2023 | Quilmes          | 2 - 0 | Dep. Madryn    | 3.4.2023  | Atl. Rafaela   | 1 - 1 | Estudiantes (BA) | 9.4.2023 |

| Atl. Rafaela     | 2 - 2 | Aldosivi       | 14.4.2023 | Dep. Madryn    | 0 - 1 | Atl. Rafaela     | 22.4.2023 | Gimnasia (J)     | 2 - 0 | Mitre (SdE)    | 28.4.2023 |
| Gimnasia (J)     | 1 - 3 | Ind. Rivadavia | 14.4.2023 | Chacarita      | 4 - 2 | Riestra          | 22.4.2023 | Brown (A)        | 0 - 0 | Ind. Rivadavia | 29.4.2023 |
| Brown (A)        | 2 - 0 | Villa Dálmine  | 15.4.2023 | Villa Dálmine  | 1 - 0 | Estudiantes (BA) | 22.4.2023 | Dep. Madryn      | 2 - 1 | Aldosivi       | 29.4.2023 |
| Estudiantes (BA) | 0 - 3 | Dep. Madryn    | 16.4.2023 | Aldosivi       | 0 - 1 | Atlanta          | 22.4.2023 | Estudiantes (BA) | 0 - 0 | Dep. Maipú     | 29.4.2023 |
| Quilmes          | 0 - 2 | Dep. Maipú     | 16.4.2023 | Tristán Suárez | 3 - 2 | Racing (C)       | 23.4.2023 | Quilmes          | 1 - 0 | Chaco For Ever | 29.4.2023 |
| Ferro            | 2 - 1 | Chaco For Ever | 16.4.2023 | Mitre (SdE)    | 0 - 2 | Ferro            | 23.4.2023 | Riestra          | 2 - 0 | Tristán Suárez | 30.4.2023 |
| Riestra          | 0 - 0 | Mitre (SdE)    | 17.4.2023 | Dep. Maipú     | 1 - 0 | Brown (A)        | 23.4.2023 | Racing (C)       | 1 - 1 | Atlanta        | 30.4.2023 |
| Atlanta          | 3 - 2 | Tristán Suárez | 17.4.2023 | Chaco For Ever | 0 - 0 | Gimnasia (J)     | 23.4.2023 | Atl. Rafaela     | 1 - 0 | Villa Dálmine  | 30.4.2023 |
| Racing (C)       | 1 - 1 | Chacarita      | 17.4.2023 | Ind. Rivadavia | 2 - 0 | Quilmes          | 23.4.2023 | Ferro            | 0 - 0 | Chacarita      | 30.4.2023 |

| Tristán Suárez | 2 - 4 | Ferro            | 6.5.2023 | Gimnasia (J)     | 1 - 0 | Tristán Suárez | 12.5.2023 | Aldosivi       | 1 - 1 | Riestra          | 20.5.2023 |
| Aldosivi       | 3 - 1 | Racing (C)       | 6.5.2023 | Dep. Madryn      | 2 - 3 | Dep. Maipú     | 13.5.2023 | Chaco For Ever | 0 - 1 | Atl. Rafaela     | 20.5.2023 |
| Chacarita      | 2 - 1 | Gimnasia (J)     | 6.5.2023 | Villa Dálmine    | 0 - 1 | Aldosivi       | 13.5.2023 | Ind. Rivadavia | 1 - 0 | Dep. Madryn      | 20.5.2023 |
| Villa Dálmine  | 1 - 3 | Dep. Madryn      | 6.5.2023 | Atl. Rafaela     | 1 - 3 | Ind. Rivadavia | 13.5.2023 | Tristán Suárez | 0 - 0 | Quilmes          | 20.5.2023 |
| Ind. Rivadavia | 2 - 1 | Estudiantes (BA) | 6.5.2023 | Quilmes          | 1 - 1 | Chacarita      | 13.5.2023 | Chacarita      | 0 - 0 | Brown (A)        | 21.5.2023 |
| Dep. Maipú     | 1 - 1 | Atl. Rafaela     | 7.5.2023 | Brown (A)        | 0 - 0 | Mitre (SdE)    | 14.5.2023 | Dep. Maipú     | 2 - 1 | Villa Dálmine    | 21.5.2023 |
| Mitre (SdE)    | 1 - 0 | Quilmes          | 7.5.2023 | Ferro            | 2 - 0 | Atlanta        | 14.5.2023 | Mitre (SdE)    | 3 - 0 | Estudiantes (BA) | 21.5.2023 |
| Chaco For Ever | 1 - 1 | Brown (A)        | 7.5.2023 | Riestra          | 2 - 2 | Racing (C)     | 15.5.2023 | Racing (C)     | 1 - 1 | Ferro            | 22.5.2023 |
| Atlanta        | 1 - 1 | Riestra          | 8.5.2023 | Estudiantes (BA) | 3 - 0 | Chaco For Ever | 15.5.2023 | Atlanta        | 1 - 2 | Gimnasia (J)     | 22.5.2023 |

| 16ª giornata     | 16ª giornata | 16ª giornata   | 16ª giornata |                | 17ª giornata | 17ª giornata     | 17ª giornata | 17ª giornata |
| Locali           | R            | Ospiti         | Giorno       | Locali         | R            | Ospiti           | Giorno       |              |
| ---------------- | ------------ | -------------- | ------------ | -------------- | ------------ | ---------------- | ------------ | ------------ |
| Villa Dálmine    | 0 - 3        | Ind. Rivadavia | 27.5.2023    | Chacarita      | 3 - 0        | Atl, Rafaela     | 2.6.2023     |              |
| Dep. Madryn      | 1 - 0        | Chaco For Ever | 27.5.2023    | Riestra        | 2 - 1        | Gimnasia (J)     | 3.6.2023     |              |
| Quilmes          | 1 - 2        | Atlanta        | 27.5.2023    | Tristán Suárez | 1 - 1        | Estudiantes (BA) | 3.6.2023     |              |
| Brown (A)        | 2 - 1        | Tristán Suárez | 28.5.2023    | Chaco For Ever | 2 - 0        | Villa Dálmine    | 3.6.2023     |              |
| Dep. Maipú       | 3 - 2        | Aldosivi       | 28.5.2023    | Ind. Rivadavia | 2 - 1        | Dep. Maipú       | 3.6.2023     |              |
| Gimnasia (J)     | 1 - 0        | Racing (C)     | 28.5.2023    | Aldosivi       | 1 - 2        | Ferro            | 4.6.2023     |              |
| Estudiantes (BA) | 2 - 1        | Chacarita      | 28.5.2023    | Mitre (SdE)    | 1 - 0        | Dep. Madryn      | 5.6.2023     |              |
| Atl. Rafaela     | 0 - 1        | Mitre (SdE)    | 28.5.2023    | Atlanta        | 1 - 2        | Brown (A)        | 5.6.2023     |              |
| Ferro            | 2 - 2        | Riestra        | 29.5.2023    | Racing (C)     | 0 - 1        | Quilmes          | 5.6.2023     |              |

#### Girone di ritorno
| Tristán Suárez | 0 - 0 | Atl. Rafaela     | 17.6.2023 | Villa Dálmine    | 0 - 1 | Chacarita      | 24.6.2023 | Ferro          | 1 - 0 | Brown (A)        | 30.6.2023 |
| Chacarita      | 0 - 0 | Dep. Madryn      | 17.6.2023 | Dep. Madryn      | 1 - 0 | Tristán Suárez | 24.6.2023 | Gimnasia (J)   | 0 - 1 | Quilmes          | 30.6.2023 |
| Ind. Rivadavia | 2 - 1 | Aldosivi         | 17.6.2023 | Ind. Rivadavia   | 1 - 0 | Chaco For Ever | 24.6.2023 | Tristán Suárez | 1 - 1 | Villa Dálmine    | 1.7.2023  |
| Mitre (SdE)    | 3 - 1 | Villa Dálmine    | 18.6.2023 | Quilmes          | 1 - 0 | Ferro          | 24.6.2023 | Racing (C)     | 3 - 3 | Atl. Rafaela     | 1.7.2023  |
| Ferro          | 3 - 0 | Gimnasia (J)     | 18.6.2023 | Brown (A)        | 1 - 1 | Riestra        | 25.6.2023 | Chacarita      | 2 - 1 | Dep. Maipú       | 2.7.2023  |
| Atlanta        | 3 - 2 | Estudiantes (BA) | 19.6.2023 | Estudiantes (BA) | 1 - 1 | Racing (C)     | 25.6.2023 | Chaco For Ever | 3 - 0 | Aldosivi         | 2.7.2023  |
| Riestra        | 1 - 1 | Quilmes          | 19.6.2023 | Dep. Maipú       | 2 - 1 | Mitre (SdE)    | 25.6.2023 | Mitre (SdE)    | 2 - 1 | Ind. Rivadavia   | 2.7.2023  |
| Chaco For Ever | 0 - 1 | Dep. Maipú       | 19.6.2023 | Aldosivi         | 3 - 1 | Gimnasia (J)   | 25.6.2023 | Riestra        | 2 - 1 | Estudiantes (BA) | 3.7.2023  |
| Racing (C)     | 1 - 2 | Brown (A)        | 19.6.2023 | Atl. Rafaela     | 1 - 0 | Atlanta        | 25.6.2023 | Atlanta        | 1 - 1 | Dep. Madryn      | 3.7.2023  |

| Brown (A)        | 1 - 0 | Gimnasia (J)   | 8.7.2023 | Tristán Suárez | 0 - 3 | Ind. Rivadavia   | 15.7.2023 | Estudiantes (BA) | 1 - 1 | Quilmes        | 22.7.2023 |
| Dep. Madryn      | 1 - 0 | Racing (C)     | 8.7.2023 | Chacarita      | 1 - 0 | Chaco For Ever   | 15.7.2023 | Dep. Madryn      | 1 - 0 | Ferro          | 22.7.2023 |
| Atl. Rafaela     | 0 - 1 | Riestra        | 8.7.2023 | Gimnasia (J)   | 1 - 2 | Estudiantes (BA) | 15.7.2023 | Ind. Rivadavia   | 1 - 1 | Atlanta        | 22.7.2023 |
| Villa Dálmine    | 0 - 2 | Atlanta        | 8.7.2023 | Quilmes        | 1 - 1 | Brown (A)        | 15.7.2023 | Villa Dálmine    | 1 - 2 | Riestra        | 23.7.2023 |
| Chaco For Ever   | 1 - 0 | Mitre (SdE)    | 8.7.2023 | Racing (C)     | 0 - 0 | Villa Dálmine    | 16.7.2023 | Dep. Maipú       | 2 - 1 | Racing (C)     | 23.7.2023 |
| Dep. Maipú       | 3 - 2 | Tristán Suárez | 9.7.2023 | Riestra        | 0 - 0 | Dep. Madryn      | 16.7.2023 | Mitre (SdE)      | 1 - 2 | Chacarita      | 23.7.2023 |
| Ind. Rivadavia   | 1 - 0 | Chacarita      | 9.7.2023 | Ferro          | 0 - 1 | Atl. Rafaela     | 16.7.2023 | Atl. Rafaela     | 1 - 0 | Gimnasia (J)   | 23.7.2023 |
| Estudiantes (BA) | 1 - 2 | Ferro          | 9.7.2023 | Mitre (SdE)    | 0 - 2 | Aldosivi         | 17.7.2023 | Chaco For Ever   | 1 - 1 | Tristán Suárez | 23.7.2023 |
| Aldosivi         | 1 - 2 | Quilmes        | 9.7.2023 | Atlanta        | 1 - 3 | Dep. Maipú       | 17.7.2023 | Aldosivi         | 2 - 1 | Brown (A)      | 24.7.2023 |

| Riestra        | 1 - 0 | Dep. Maipú       | 29.7.2023 | Dep. Madryn    | 0 - 0 | Quilmes          | 5.8.2023 | Riestra          | 0 - 0 | Chaco For Ever | 18.8.2023 |
| Quilmes        | 1 - 2 | Atl. Rafaela     | 29.7.2023 | Villa Dálmine  | 2 - 1 | Gimnasia (J)     | 5.8.2023 | Tristán Suárez   | 0 - 0 | Aldosivi       | 19.8.2023 |
| Brown (A)      | 1 - 1 | Estudiantes (BA) | 30.7.2023 | Chacarita      | 1 - 1 | Tristán Suárez   | 5.8.2023 | Brown (A)        | 3 - 1 | Dep. Madryn    | 19.8.2023 |
| Tristán Suárez | 3 - 0 | Mitre (SdE)      | 30.7.2023 | Dep. Maipú     | 1 - 0 | Ferro            | 6.8.2023 | Estudiantes (BA) | 1 - 1 | Atl. Rafaela   | 19.8.2023 |
| Chacarita      | 2 - 0 | Aldosivi         | 30.7.2023 | Atl. Rafaela   | 0 - 0 | Brown (A)        | 6.8.2023 | Atlanta          | 0 - 1 | Chacarita      | 19.8.2023 |
| Ferro          | 3 - 0 | Villa Dálmine    | 30.7.2023 | Ind. Rivadavia | 1 - 0 | Riestra          | 6.8.2023 | Ferro            | 1 - 1 | Ind. Rivadavia | 19.8.2023 |
| Gimnasia (J)   | 1 - 0 | Dep. Madryn      | 30.7.2023 | Mitre (SdE)    | 2 - 0 | Atlanta          | 6.8.2023 | Quilmes          | 2 - 0 | Villa Dálmine  | 19.8.2023 |
| Racing (C)     | 2 - 0 | Ind. Rivadavia   | 30.7.2023 | Aldosivi       | 1 - 1 | Estudiantes (BA) | 7.8.2023 | Gimnasia (J)     | 1 - 0 | Dep. Maipú     | 20.8.2023 |
| Atlanta        | 4 - 0 | Chaco For Ever   | 30.7.2023 | Chaco For Ever | 2 - 1 | Racing (C)       | 7.8.2023 | Racing (C)       | 4 - 2 | Mitre (SdE)    | 20.8.2023 |

| Aldosivi       | 0 - 1 | Atl. Rafaela     | 25.8.2023 | Brown (A)        | 1 - 1 | Dep. Maipú     | 2.9.2023 | Villa Dálmine  | 1 - 4 | Atl. Rafaela     | 9.9.2023  |
| Dep. Madryn    | 1 - 1 | Estudiantes (BA) | 26.8.2023 | Estudiantes (BA) | 1 - 0 | Villa Dálmine  | 2.9.2023 | Chacarita      | 3 - 1 | Ferro            | 10.9.2023 |
| Tristán Suárez | 1 - 0 | Atlanta          | 26.8.2023 | Quilmes          | 0 - 1 | Ind. Rivadavia | 2.9.2023 | Tristán Suárez | 0 - 0 | Riestra          | 10.9.2023 |
| Villa Dálmine  | 0 - 1 | Brown (A)        | 26.8.2023 | Gimnasia (J)     | 2 - 0 | Chaco For Ever | 3.9.2023 | Dep. Maipú     | 2 - 0 | Estudiantes (BA) | 10.9.2023 |
| Chacarita      | 1 - 0 | Racing (C)       | 26.8.2023 | Racing (C)       | 1 - 1 | Tristán Suárez | 3.9.2023 | Atlanta        | 2 - 2 | Racing (C)       | 10.9.2023 |
| Ind. Rivadavia | 2 - 1 | Gimnasia (J)     | 26.8.2023 | Atl. Rafaela     | 0 - 0 | Dep. Madryn    | 3.9.2023 | Aldosivi       | 0 - 0 | Dep. Madryn      | 10.9.2023 |
| Dep. Maipú     | 1 - 0 | Quilmes          | 27.8.2023 | Ferro            | 3 - 0 | Mitre (SdE)    | 4.9.2023 | Chaco For Ever | 0 - 4 | Quilmes          | 10.9.2023 |
| Mitre (SdE)    | 1 - 1 | Riestra          | 27.8.2023 | Riestra          | 0 - 1 | Chacarita      | 5.9.2023 | Mitre (SdE)    | 1 - 1 | Gimnasia (J)     | 10.9.2023 |
| Chaco For Ever | 4 - 2 | Ferro            | 27.8.2023 | Atlanta          | 0 - 0 | Aldosivi       | 5.9.2023 | Ind. Rivadavia | 0 - 2 | Brown (A)        | 10.9.2023 |

| Riestra          | 1 - 0 | Atlanta        | 15.9.2023 | Ind. Rivadavia | 2 - 1 | Atl. Rafaela     | 22.9.2023 | Quilmes          | 5 - 1 | Tristán Suárez | 29.9.2023 |
| Dep. Madryn      | 4 - 0 | Villa Dálmine  | 16.9.2023 | Chacarita      | 2 - 2 | Quilmes          | 23.9.2023 | Estudiantes (BA) | 0 - 1 | Mitre (SdE)    | 30.9.2023 |
| Estudiantes (BA) | 0 - 0 | Ind. Rivadavia | 16.9.2023 | Chaco For Ever | 2 - 1 | Estudiantes (BA) | 23.9.2023 | Ferro            | 3 - 1 | Racing (C)     | 30.9.2023 |
| Brown (A)        | 1 - 2 | Chaco For Ever | 17.9.2023 | Mitre (SdE)    | 3 - 0 | Brown (A)        | 24.9.2023 | Gimnasia (J)     | 2 - 0 | Atlanta        | 1.10.2023 |
| Gimnasia (J)     | 2 - 0 | Chacarita      | 17.9.2023 | Atlanta        | 1 - 1 | Ferro            | 24.9.2023 | Dep. Madryn      | 1 - 1 | Ind. Rivadavia | 1.10.2023 |
| Quilmes          | 1 - 3 | Mitre (SdE)    | 17.9.2023 | Tristán Suárez | 1 - 2 | Gimnasia (J)     | 24.9.2023 | Atl. Rafaela     | 1 - 3 | Chaco For Ever | 1.10.2023 |
| Racing (C)       | 2 - 0 | Aldosivi       | 17.9.2023 | Racing (C)     | 1 - 0 | Riestra          | 24.9.2023 | Brown (A)        | 1 - 2 | Chacarita      | 2.10.2023 |
| Atl. Rafaela     | 2 - 0 | Dep. Maipú     | 17.9.2023 | Aldosivi       | 1 - 1 | Villa Dálmine    | 24.9.2023 | Riestra          | 3 - 0 | Aldosivi       | 2.10.2023 |
| Ferro            | 2 - 1 | Tristán Suárez | 18.9.2023 | Dep. Maipú     | 0 - 0 | Dep. Madryn      | 25.9.2023 | Villa Dálmine    | 2 - 3 | Dep. Maipú     | 2.10.2023 |

| 33ª giornata   | 33ª giornata | 33ª giornata     | 33ª giornata |                  | 34ª giornata | 34ª giornata   | 34ª giornata | 34ª giornata |
| Locali         | R            | Ospiti           | Giorno       | Locali           | R            | Ospiti         | Giorno       |              |
| -------------- | ------------ | ---------------- | ------------ | ---------------- | ------------ | -------------- | ------------ | ------------ |
| Atlanta        | 0 - 1        | Quilmes          | 7.10.2023    | Ferro            | 0 - 0        | Aldosivi       | 15.10.2023   |              |
| Tristán Suárez | 2 - 0        | Brown (A)        | 7.10.2023    | Gimnasia (J)     | 0 - 1        | Riestra        | 15.10.2023   |              |
| Chaco For Ever | 0 - 0        | Dep. Madryn      | 7.10.2023    | Quilmes          | 1 - 2        | Racing (C)     | 15.10.2023   |              |
| Aldosivi       | 1 - 1        | Dep. Maipú       | 8.10.2023    | Brown (A)        | 2 - 1        | Atlanta        | 15.10.2023   |              |
| Riestra        | 1 - 1        | Ferro            | 8.10.2023    | Estudiantes (BA) | 0 - 2        | Tristán Suárez | 15.10.2023   |              |
| Mitre (SdE)    | 2 - 1        | Atl. Rafaela     | 8.10.2023    | Atl. Rafaela     | 1 - 1        | Chacarita      | 15.10.2023   |              |
| Chacarita      | 1 - 1        | Estudiantes (BA) | 8.10.2023    | Dep. Madryn      | 0 - 2        | Mitre (SdE)    | 15.10.2023   |              |
| Racing (C)     | 2 - 0        | Gimnasia (J)     | 8.10.2023    | Villa Dálmine    | 0 - 1        | Chaco For Ever | 15.10.2023   |              |
| Ind. Rivadavia | 1 - 0        | Villa Dálmine    | 8.10.2023    | Dep. Maipú       | 0 - 1        | Ind. Rivadavia | 15.10.2023   |              |

## Finale
Alla finale del campionato hanno partecipato le prime due squadre classificate della Zona A (l'Almirante Brown) e della Zona B (l'Independiente Rivadavia). La squadra vincitrice della finale ha ottenuto il titolo della Primera B Nacional 2023 e la promozione in Primera División. La finale si è disputata in un'unica gara in campo neutro. La squadra sconfitta ha comunque ottenuto l'accesso alla seconda fase del torneo reducido per la seconda promozione.

### Risultato
| Arbitro: | Nicolás Ramírez |

|  |           |                         |
|  | Marcatori | 115’ Sánchez 119’ Ramis |

Con la vittoria per 0-2 sull'Almirante Brown, l'Independiente Rivadavia si è laureato campione della Primera B Nacional 2023 e ha ottenuto in tal modo la promozione in Primera División. L'Almirante Brown, uscito sconfitto dalla finale, si è comunque qualificato alla seconda fase del torneo reducido per la seconda promozione.

## Torneo reducido
Per determinare la terza squadra promossa in Primera División si è disputato un torneo reducido a cui hanno partecipato 15 squadre, ovvero le squadre classificatesi tra la 2ª e l'8ª posizione di ogni zona e la squadra uscita sconfitta dalla finale del campionato. Il torneo reducido si è realizzato in quattro fasi (prima fase, seconda fase, semifinali e finale).
|  | Prima fase (27-30 ottobre) | Prima fase (27-30 ottobre) | Prima fase (27-30 ottobre) | Prima fase (27-30 ottobre) | Prima fase (27-30 ottobre) |  |  | Seconda fase (5-13 novembre) | Seconda fase (5-13 novembre) | Seconda fase (5-13 novembre) | Seconda fase (5-13 novembre) | Seconda fase (5-13 novembre) |   |   | Semifinali (20-26 novembre) | Semifinali (20-26 novembre) | Semifinali (20-26 novembre) | Semifinali (20-26 novembre) | Semifinali (20-26 novembre) |              |   | Finale (2 dicembre) | Finale (2 dicembre) | Finale (2 dicembre) | Finale (2 dicembre) | Finale (2 dicembre) |  |
|  |                            |                            |                            |                            |                            |  |  |                              |                              |                              |                              |                              |   |   |                             |                             |                             |                             |                             |              |   |                     |                     |                     |                     |                     |  |
|  | 3°-B                       | Dep. Maipú                 | Dep. Maipú                 | Dep. Maipú                 | 1                          |  |  |                              |                              |                              |                              |                              |   |   |                             |                             |                             |                             |                             |              |   |                     |                     |                     |                     |                     |  |
|  | 7°-A                       | San Martín (SJ)            | San Martín (SJ)            | San Martín (SJ)            | 0                          |  |  | 2                            | Dep. Maipú                   | 1                            | 2                            | 3                            |   |   |                             |                             |                             |                             |                             |              |   |                     |                     |                     |                     |                     |  |
|  | 2°-B                       | Chacarita Juniors          | Chacarita Juniors          | Chacarita Juniors          | 1                          |  |  | 7                            | Temperley                    | 2                            | 0                            | 2                            |   |   |                             |                             |                             |                             |                             |              |   |                     |                     |                     |                     |                     |  |
|  | 8°-A                       | Temperley                  | Temperley                  | Temperley                  | 2                          |  |  |                              |                              |                              |                              |                              |   |   | 2                           | Dep. Maipú (v.s.)           | 0                           | 1                           | 1                           |              |   |                     |                     |                     |                     |                     |  |
|  | 4°-A                       | Estudiantes (RC)           | Estudiantes (RC)           | Estudiantes (RC)           | 1                          |  |  |                              |                              | 3                            | Estudiantes (RC)             | 0                            | 1 | 1 |                             |                             |                             |                             |                             |              |   |                     |                     |                     |                     |                     |  |
|  | 6°-B                       | Mitre (SdE)                | Mitre (SdE)                | Mitre (SdE)                | 0                          |  |  | 4                            | Estudiantes (RC) (v.s.)      | 0                            | 0                            | 0                            |   |   |                             |                             |                             |                             |                             |              |   |                     |                     |                     |                     |                     |  |
|  | 5°-B                       | Atlético Rafaela           | Atlético Rafaela           | Atlético Rafaela           | 1                          |  |  | 5                            | Atlético Rafaela             | 0                            | 0                            | 0                            |   |   |                             |                             |                             |                             |                             |              |   |                     |                     |                     |                     |                     |  |
|  | 5°-A                       | Def. de Belgrano           | Def. de Belgrano           | Def. de Belgrano           | 0                          |  |  |                              |                              |                              |                              |                              |   |   | 1                           | Dep. Maipú                  | Dep. Maipú                  | Dep. Maipú                  | 0                           |              |   |                     |                     |                     |                     |                     |  |
|  |                            |                            |                            |                            |                            |  |  |                              |                              |                              |                              |                              |   |   |                             |                             | 2                           | Dep. Riestra                | Dep. Riestra                | Dep. Riestra | 1 |                     |                     |                     |                     |                     |  |
|  |                            |                            |                            |                            |                            |  |  | 1                            | Almirante Brown (v.s.)       | 1                            | 0                            | 1                            |   |   |                             |                             |                             |                             |                             |              |   |                     |                     |                     |                     |                     |  |
|  | 2°-A                       | Agropecuario               | Agropecuario               | Agropecuario               | 0                          |  |  | 8                            | Ferro Carril Oeste           | 1                            | 0                            | 1                            |   |   |                             |                             |                             |                             |                             |              |   |                     |                     |                     |                     |                     |  |
|  | 8°-B                       | Ferro Carril Oeste         | Ferro Carril Oeste         | Ferro Carril Oeste         | 2                          |  |  |                              |                              |                              |                              |                              |   |   | 1                           | Almirante Brown             | 0                           | 0                           | 0                           |              |   |                     |                     |                     |                     |                     |  |
|  | 4°-B                       | Quilmes                    | Quilmes                    | Quilmes                    | 1                          |  |  |                              |                              | 4                            | Dep. Riestra                 | 2                            | 2 | 4 |                             |                             |                             |                             |                             |              |   |                     |                     |                     |                     |                     |  |
|  | 6°-A                       | Gimnasia (M)               | Gimnasia (M)               | Gimnasia (M)               | 0                          |  |  | 3                            | Quilmes                      | 1                            | 0                            | 1                            |   |   |                             |                             |                             |                             |                             |              |   |                     |                     |                     |                     |                     |  |
|  | 3°-A                       | San Martín (T)             | San Martín (T)             | San Martín (T)             | 0                          |  |  | 6                            | Dep. Riestra                 | 1                            | 1                            | 2                            |   |   |                             |                             |                             |                             |                             |              |   |                     |                     |                     |                     |                     |  |
|  | 7°-B                       | Dep. Riestra               | Dep. Riestra               | Dep. Riestra               | 1                          |  |  |                              |                              |                              |                              |                              |   |   |                             |                             |                             |                             |                             |              |   |                     |                     |                     |                     |                     |  |

### Prima fase
Alla prima fase del Torneo reducido hanno preso parte tutte le squadre qualificate tranne la squadra uscita sconfitta dalla finale del campionato, ovvero l'Almirante Brown (che è entrata in gioco nella seconda fase). Gli accoppiamenti del tabellone sono stati determinati dalla posizione nelle due rispettive classifiche delle zonas: la 2ª della Zona A contro l'8ª della Zona B, la 2ª della Zona B contro l'8ª della Zona A, la 3ª della Zona A contro la 7ª della Zona B, la 3ª della Zona B contro la 7ª della Zona A e così via. Le sfide della prima fase si sono disputate in gara unica, con il vantaggio per la squadra con il miglior seeding di giocare in casa. Tra le due quinte classificate ha giocato in casa la squadra che ha totalizzato più punti (se si sarebbe avuto ancora parità, si sarebbe preso in considerazione il rispettivo promedio, la miglior differenza reti, il totale di gol segnati, oppure  tramite sorteggio). In caso di pareggio dopo i tempi regolamentari, era prevista la disputa dei calci di rigore. Le sette squadre vincitrici hanno avuto accesso alla seconda fase del Torneo reducido.

#### Risultati
| Arbitro: | Diego Ceballos |

|  |           |            |
|  | Marcatori | 34’ Romero |

Con la vittoria per 0-1 sul San Martín de Tucumán, il Deportivo Riestra si è qualificato alla seconda fase del torneo reducido.
| Arbitro: | Emanuel Ejarque |

|                |           |                       |
| Beltramone 12’ | Marcatori | 24’ Arregui 50’ Nieto |

Con la vittoria per 1-2 sul Chacarita Juniors, il Temperley si è qualificato alla seconda fase del torneo reducido.
| Arbitro: | Pablo Giménez |

|  |           |                    |
|  | Marcatori | 19’ Díaz 84’ Mosca |

Con la vittoria per 0-2 sull'Agropecuario, il Ferro Carril Oeste si è qualificato alla seconda fase del torneo reducido.
| Arbitro: | José Carreras |

|         |           |  |
| Río 84’ | Marcatori |  |

Con la vittoria per 1-0 sul Gimnasia de Mendoza, il Quilmes si è qualificato ai quarti di finale del torneo reducido.
| Arbitro: | Fabrizio Llobet |

|              |           |  |
| Agorreca 25’ | Marcatori |  |

Con la vittoria per 1-0 sul San Martín de San Juan, il Deportivo Maipú si è qualificato alla seconda fase del torneo reducido.
| Arbitro: | Nelson Sosa |

|          |           |  |
| Silba 6’ | Marcatori |  |

Con la vittoria per 1-0 sul Mitre, l'Estudiantes de Río Cuarto si è qualificato alla seconda fase del torneo reducido.
| Arbitro: | Juan Pafundi |

|            |           |  |
| Bieler 66’ | Marcatori |  |

Con la vittoria per 1-0 sul Defensores de Belgrano, l'Atletico Rafaela si è qualificato al secondo turno del torneo reducido.

### Seconda fase
Alla seconda fase del Torneo reducido hanno preso parte le 7 squadre vincitrici delle sfide di prima fase insieme all'Almirante Brown, squadra sconfitta dall'Independiente de Rivadavia nella finale del campionato. Per determinare i rispettivi accoppiamenti si è presa in considerazione una classifica avulsa nella quale è stata presa in considerazione la posizione ottenuta nella classifica delle rispettive zonas di ogni squadra, con l'Almirante Brown piazzato comunque in prima posizione; gli accoppiamenti sono stati quindi determinati facendo affrontare la prima contro l'ottava, la seconda contro la settima, la terza contro la sesta e così via. A differenza di quelle della prima fase, le sfide della seconda fase si sono disputate con gare di andata e ritorno, con il vantaggio per la squadra con il miglior seeding di giocare in casa la gara di ritorno. In caso di pareggio dopo i tempi regolamentari, era prevista la disputa dei calci di rigore. Le 4 squadre vincitrici hanno ottenuto il diritto di poter disputare le successive semifinali del Torneo reducido.

#### Classifica avulsa
La classifica avulsa ha tenuto conto della i risultati di tutte le 8 le squadre classificate alla seconda fase durante la disputa del campionato, con lo scopo di determinare gli accoppiamenti del tabellone. A pari punti ottenuti è stata presa in considerazione la media punti, il promedio.
| S | Squadra            | Pos | Promedio |
| - | ------------------ | --- | -------- |
| 1 | Almirante Brown    | 1°  | -        |
| 2 | Dep. Maipú         | 3°  | -        |
| 3 | Quilmes            | 4°  | 1,558    |
| 4 | Estudiantes (RC)   | 4°  | 1,527    |
| 5 | Atlético Rafaela   | 5°  | -        |
| 6 | Dep. Riestra       | 7°  | -        |
| 7 | Temperley          | 8°  | 1,472    |
| 8 | Ferro Carril Oeste | 8°  | 1,441    |

#### Risultati
| Arbitro: | Yamil Possi |

|           |           |           |
| Mosca 80’ | Marcatori | 46’ Bazán |

| Isidro Casanova 11 novembre 2023, ore 16:15 UTC-3 Seconda fase (ritorno) | Almirante Brown | 0 – 0 tot.: 1-1 referto | Ferro Carril Oeste | Stadio Fragata Presidente Sarmiento\| Arbitro: \| Jorge Baliño \| |
| Arbitro:                                                                 | Jorge Baliño    |                         |                    |                                                                   |

Con il risultato aggregato di 1-1, l'Almirante Brown si è comunque qualificato alle semifinali del torneo reducido per il vantaggio sportivo dato dalla sua miglior posizione nella classifica avulsa.
| Arbitro: | Sebastián Zunino |

|                      |           |                 |
| Krüger 53’ Mazur 61’ | Marcatori | 68’ S. González |

| Arbitro: | Darío Herrera |

|                                     |           |  |
| S. González 39’ Sambueza 63’ (rig.) | Marcatori |  |

Con il risultato aggregato di 3-2 a proprio vantaggio, il Deportivo Maipú si è qualificato alle semifinali del torneo reducido.
| Arbitro: | Sebastián Martínez |

|            |           |         |
| Romero 59’ | Marcatori | 67’ Río |

| Arbitro: | Luis Lobo Medina |

|  |           |            |
|  | Marcatori | 36’ Goitía |

Con il risultato aggregato di 2-1 a proprio vantaggio, il Deportivo Riestra si è qualificato per le semifinali del torneo reducido.
| Rafaela 8 novembre 2023, ore 21:05 UTC-3 Seconda fase (andata) | Atlético Rafaela | 0 – 0 referto | Estudiantes (RC) | Stadio Nuevo Monumental\| Arbitro: \| Carlos Córdoba \| |
| Arbitro:                                                       | Carlos Córdoba   |               |                  |                                                         |

| Río Cuarto 13 novembre 2023, ore 21:05 UTC-3 Seconda fase (ritorno) | Estudiantes (RC) | 0 – 0 tot.: 0-0 referto | Atlético Rafaela | Stadio Antonio Candini\| Arbitro: \| Pablo Giménez \| |
| Arbitro:                                                            | Pablo Giménez    |                         |                  |                                                       |

Con il risultato aggregato di 0-0, l'Estudiantes de Río Cuarto si è comunque qualificato alle semifinali del torneo reducido per il vantaggio sportivo dato dalla sua miglior posizione nella classifica avulsa.

### Semifinali
Alle semifinali del Torneo reducido hanno preso parte le 4 squadre vincitrici delle sfide della seconda fase. Per determinare i rispettivi accoppiamenti, anche in questo caso si è presa in considerazione una classifica avulsa nella quale è stata presa in considerazione la posizione ottenuta nella classifica delle rispettive zonas di ogni squadra; gli accoppiamenti sono stati quindi determinati facendo affrontare la prima contro la quarta e la seconda contro la terza. Le sfide delle semifinali, come quelle della seconda fase, si sono disputate con gare di andata e ritorno, con il vantaggio per la squadra con il miglior seeding di giocare in casa la gara di ritorno. In caso di pareggio dopo i tempi regolamentari, era prevista la disputa dei calci di rigore. Le 2 squadre vincitrici hanno ottenuto il diritto di poter disputare la finale del Torneo reducido.

#### Classifica avulsa
La classifica avulsa ha tenuto conto dei risultati di tutte le 4 le squadre classificate alle semifinali durante la disputa del campionato, con lo scopo di determinare gli accoppiamenti del tabellone. A pari classifica, si sarebbe presa in considerazione la media punti, il promedio.
| S | Squadra          | Pos | Promedio |
| - | ---------------- | --- | -------- |
| 1 | Almirante Brown  | 1°  | -        |
| 2 | Dep. Maipú       | 3°  | -        |
| 3 | Estudiantes (RC) | 4°  | -        |
| 4 | Dep. Riestra     | 7°  | -        |

#### Risultati
| Arbitro: | Ariel Penel |

|                        |           |  |
| Tovo 58’ Fernández 65’ | Marcatori |  |

| Arbitro: | Pablo Giménez |

|  |           |                        |
|  | Marcatori | 23’ Goitía 73’ Dematei |

Con il risultato aggregato di 4-0 a suo favore, il Deportivo Riestra si è qualificato per la finale del torneo reducido.
| Río Cuarto 22 novembre 2023, ore 19:00 UTC-3 Semifinale (andata) | Estudiantes (RC) | 0 – 0 referto | Dep. Maipú | Stadio Antonio Candini\| Arbitro: \| Nazareno Arasa \| |
| Arbitro:                                                         | Nazareno Arasa   |               |            |                                                        |

| Arbitro: | Nicolás Lamolina |

|               |           |              |
| Herrera 90+5’ | Marcatori | 43’ Villalba |

Con il risultato aggregato di 1-1, il Deportivo Maipú si è comunque qualificato alla finale del torneo reducido per il vantaggio sportivo dato dalla sua miglior posizione nella classifica avulsa.

### Finale
Alla finale del Torneo reducido hanno preso parte le 2 squadre vincitrici delle sfide di semifinale. La sfida di finale è stata giocata in gara unica e in campo neutro, con il palio la seconda promozione alla Primera División.
| Arbitro: | Darío Herrera |

|  |           |               |
|  | Marcatori | 60’ Fernández |

Battendo il Deportivo Maipú in finale con il risultato di 1-0 in proprio favore, il Deportivo Riestro ha vinto il Torneo reducido ottenendo la promozione in Primera División

## Statistiche

### Classifica marcatori
| Gol |  |  | Giocatore       | Squadra         |
| --- |  |  | --------------- | --------------- |
| 26  |  |  | Alex Arce       | Ind. Rivadavia  |
| 18  |  |  | Nicolás Benegas | Def. Belgrano   |
| 15  |  |  | Emanuel Dening  | San Martín (T)  |
| 14  |  |  | Claudio Bieler  | Atl. Rafaela    |
| 14  |  |  | Lázaro Romero   | Dep. Riestra    |
| 14  |  |  | Martín Pino     | Guillermo Brown |
| 13  |  |  | Alejandro Melo  | Agropecuario    |
| 13  |  |  | Franco Coronel  | Racing (C)      |
| 13  |  |  | Lucas González  | Dep. Madryn     |
| 13  |  |  | Luciano Giménez | Chacarita Jrs.  |